# Logi Geirsson
Logi Eldon Geirsson, född 10 oktober 1982 i Reykjavik, är en isländsk före detta handbollsspelare (vänstersexa). Han spelade 97 landskamper och gjorde 289 mål för Islands landslag. Han var med och tog OS-silver 2008 i Peking.
Geirsson avslutade karriären 29 år gammal på grund av en allvarlig axelskada.

## Klubbar
- FH Hafnarfjörður (–2004)
- TBV Lemgo (2004–2010)
- FH Hafnarfjörður (2010–2011)